# Gendarmería Nacional Argentina
La Gendarmería Nacional Argentina (GNA), a veces acotado Gendarmería Nacional (GN), es una de las Fuerzas Federales de Seguridad de la Argentina (junto a la Prefectura Naval Argentina, la Policía Federal Argentina, la Policía de Seguridad Aeroportuaria y el Servicio Penitenciario Federal). Es una fuerza militar con funciones de seguridad interior.
Fue creada el 28 de julio de 1938 e históricamente estuvo bajo la dependencia del Ejército Argentino. Se vio implicada en numerosos hechos armados, que incluyen una participación en la guerra de las Malvinas de 1982. Actualmente está bajo la dependencia del Poder Ejecutivo Nacional, a través del Ministerio de Seguridad.
En 2019 administraba 2.300 unidades y puestos de control; 3.505 vehículos de transporte, apoyo y operativos; 764 caballos y mulas; 358 perros de seguridad, antinarcóticos y rescate; junto con 25 aeronaves, sin que se informara oficialmente el número total de agentes en el Informe Público Institucional de ese año.

## Historia

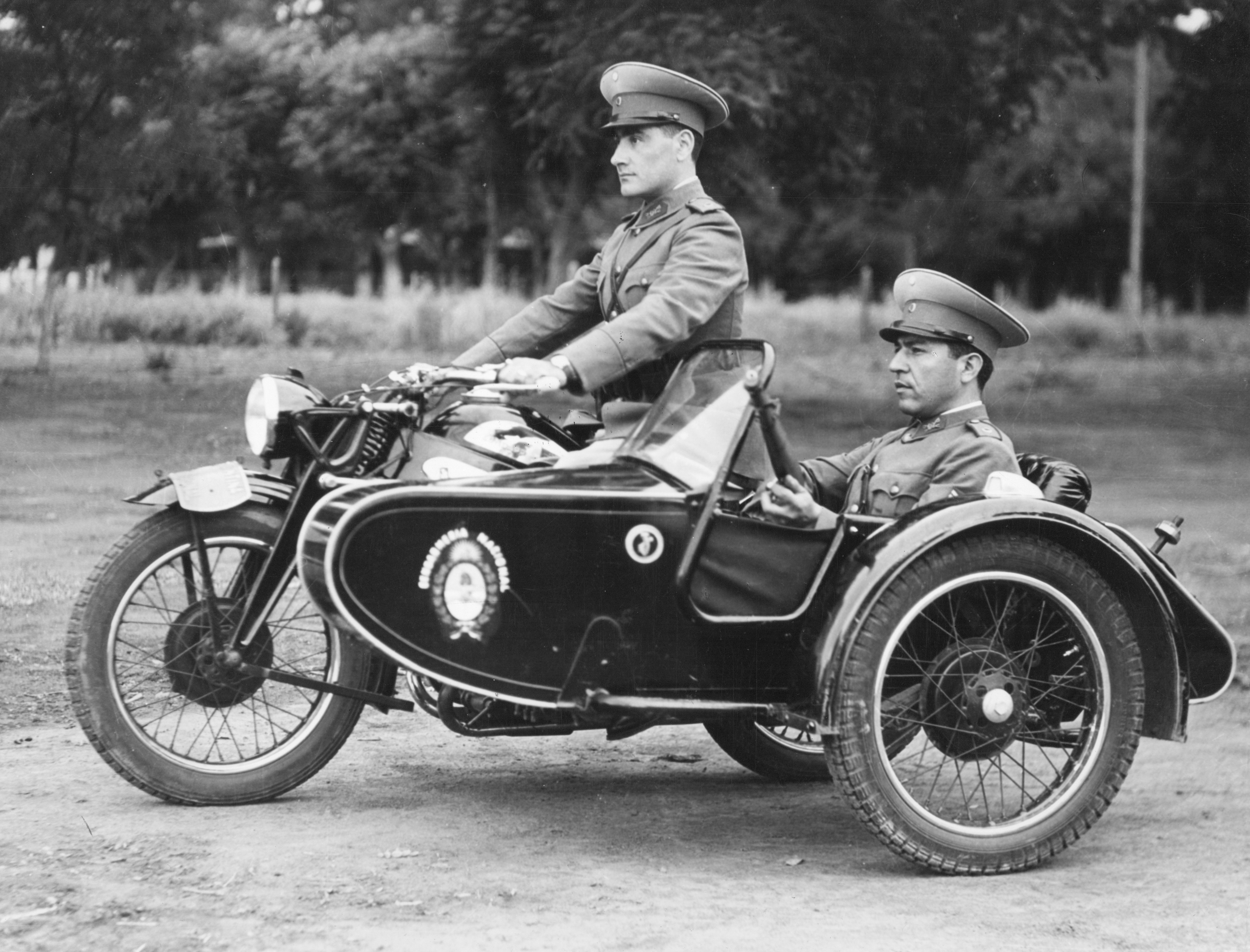
Gendarmes en una motocicleta con sidecar (ca. 1940).

Fue creada por el Congreso Nacional en el 28 de julio de 1938, durante la presidencia de Roberto M. Ortiz. Su objetivo es, de acuerdo a la Ley N.º 12.367: “contribuir decididamente a mantener la identidad nacional en áreas limítrofes, a preservar el territorio nacional y la intangibilidad del límite internacional”. Las particularidades del territorio donde debía cumplir la misión y el carácter de esta, determinaron que la Fuerza naciera como un Cuerpo con organización, formación militar y férrea disciplina. 
Fue creada como organismo dependiente del Ministerio del Interior, dependiendo a su vez del entonces Ministerio de Guerra en algunos aspectos. Su director general era un coronel del Ejército.

### Masacre de Rincón Bomba
En octubre de 1947 efectivos de la Gendarmería Nacional atacaron al pueblo pilagá, en Las Lomitas, Territorio Nacional de Formosa. La matanza acabó con la vida de entre 400 y 500 pilagás.

### Décadas 1960-1980
Por Ley 18.711 del 17 de junio de 1970, la Junta de Comandantes en Jefe de la Revolución Argentina impuso a la Gendarmería Nacional «satisfacer las necesidades inherentes al poder de policía que compete al Comando en Jefe del Ejército». El 25 de noviembre de 1971, el régimen promulgó una nueva ley para la Gendarmería mediante la cual esta pasó a las órdenes del Comando en Jefe del Ejército, con jerarquía de dirección nacional. Su titular debía ser un oficial del Ejército con rango no inferior a general de brigada.

### Puebladas
En abril de 1972, cuando la Policía se vio superada, la GNA intervino en la represión del «Mendozazo», junto a la VIII Brigada del Ejército. En junio, se hizo presente en el «Quintazo» ―en San Miguel de Tucumán.
El 6 de noviembre de 1973, mineros de El Aguilar, provincia de Jujuy, iniciaron una huelga a la que siguió una pueblada ―conocida como «el Aguilarazo». La Gendarmería intervino reprimiendo a los trabajadores, de los cuales nueve cayeron heridos y uno murió.

### Operativo Independencia
La Gendarmería Nacional participó del Operativo Independencia, liderada por el Ejército Argentino por orden de la presidente María Estela Martínez de Perón. El 28 de agosto de 1975, el avión C-130H Hercules TC-62 de la Fuerza Aérea, que llevaba 114 gendarmes, fue derribado por una bomba instalada por 
el E.R.P (Ejército revolucionario del pueblo) en la pista de aterrizaje del Aeropuerto Teniente Benjamín Matienzo. Un total de seis gendarmes perdieron la vida.

### Dictadura 1976-1983
Durante el régimen del Proceso de Reorganización Nacional, iniciado con el golpe de Estado del 24 de marzo de 1976, la Gendarmería Nacional participó en la represión, en colaboración con las Fuerzas Armadas.
En julio de 1976, la Gendarmería participó, junto al Ejército y la Policía, del acontecimiento conocido como «la Noche del Apagón». Durante la interrupción del suministro de la energía eléctrica en Calilegua y Libertador General San Martín, los uniformados secuestraron 400 personas, muchas de ellas sindicalistas y estudiantes universitarios.

### Guerra de Malvinas (1982)
El 26 de mayo, el entonces comandante José Ricardo Spadaro, fue llamado por el subdirector nacional de Gendarmería, comandante general Antonio Becich, comunicándole su nuevo destino en las Islas Malvinas. Un día después los gendarmes de distintas unidades se reunieron en Comodoro Rivadavia, Chubut. El 28 de mayo, partieron 40 gendarmes a bordo de un avión Hércules C-130 de la Fuerza Aérea Argentina; serían los únicos en poder pasar a las Islas. Al día siguiente el Comandante Spadaro, jefe de la unidad en Malvinas, fue presentado ante el General Menéndez, Gobernador de las Islas. El 29 de mayo se produjo el bautismo de fuego de la unidad. Se efectuó una operación en conjunto con los comandos del Ejército. El transporte lo realizarían helicópteros del Ejército siendo los efectivos de Gendarmería quienes primero debían ocupar sus posiciones. El 30 de mayo por la mañana, después de sobrepasar las últimas posiciones argentinas, el aparato se aproximaba a su objetivo, cuando fue alcanzado por un misil disparado por un avión Sea Harrier enemigo, impactando a la altura de la cola del helicóptero. El piloto logró evitar que se estrellara la nave, que una vez en tierra comenzó a incendiarse y a explotar debido a la gran cantidad de munición que transportaba. El Sargento Ayudante Ramón Gumersindo Acosta logra rescatar al Subalférez Oscar Rodolfo Aranda tirando de su mano, lo único visible en medio del denso humo. Murieron en este hecho el 1.er Alférez Ricardo Julio Sánchez, Subalferez Guillermo Nasif, Cabos Primero Marciano Verón y Víctor Samuel Guerrero, Cabo Carlos Misael Pereyra y el Gendarme Juan Carlos Treppo. Un helicóptero Bell 212, del Batallón de Aviación de Combate 601 apareció para rescatarlos. El mismo día se recibió la orden de alistarse para una nueva tarea, brindar seguridad a un grupo de ingenieros de la Infantería de Marina y ocupar posiciones en las cercanías del cerro Dos Hermanas, por espacio de 24 horas. La misión se realizó en forma satisfactoria tras lo cual se regresó a Puerto Argentino.
El día 14 de junio, con las noticias del cese de fuego, acude a despedirse el padre Astolfo (capellán de Gendarmería), partía rumbo al continente con un grupo de heridos. El Comandante Spadaro cerró el Libro de Guerra de la Unidad, encomendándole al sacerdote lo entregara a la Dirección Nacional de Gendarmería. El grueso del Escuadrón Alacrán es embarcado en el buque Canberra, zarpando rumbo al continente; volviendo la bandera del Escuadrón escondida entre las ropas del Subalferez Aranda.

### Desde la recuperación de la democracia

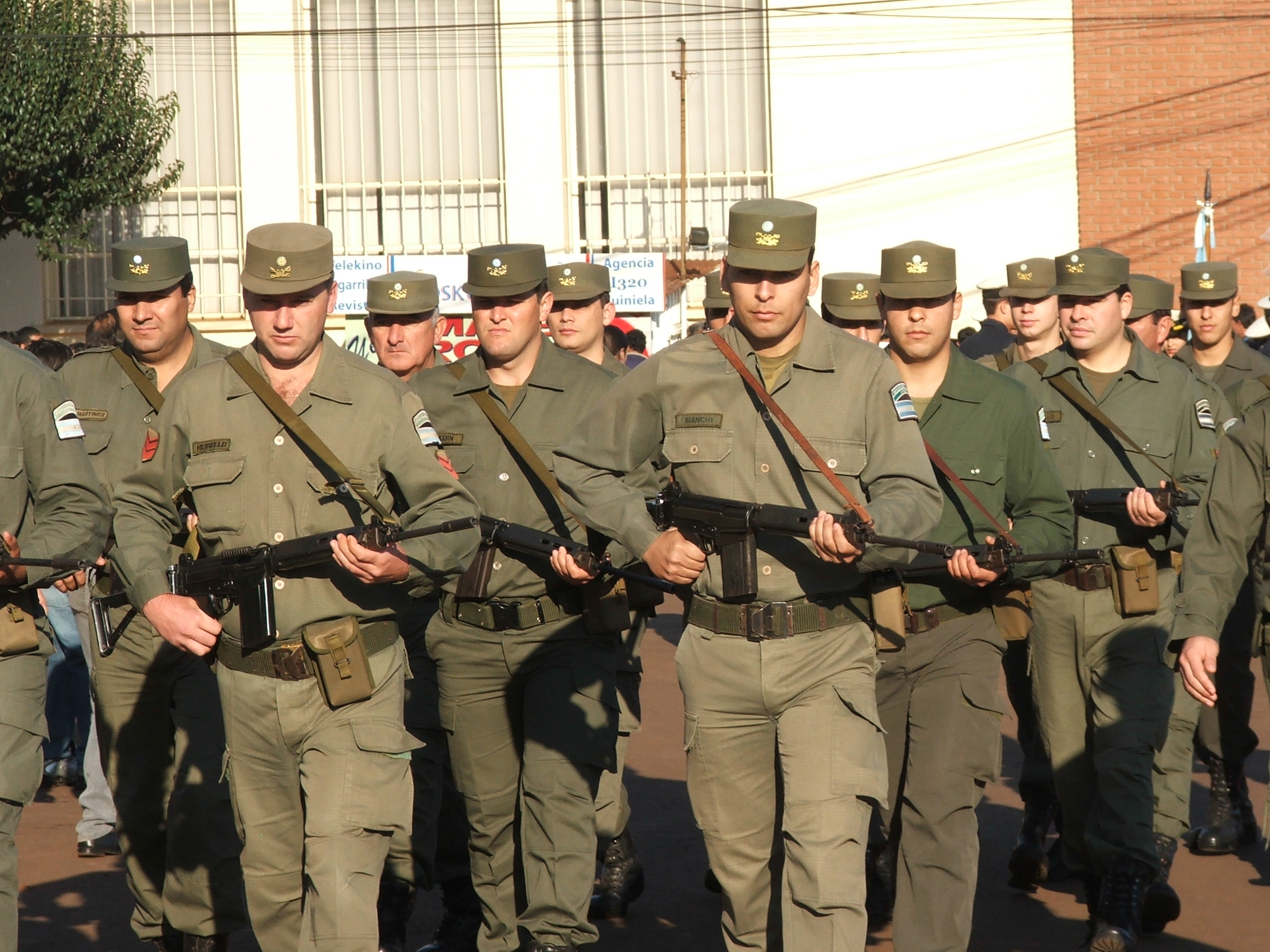
Personal de GNA en la ciudad de Oberá, Misiones

Por la Ley 23.023 del 8 de diciembre de 1983 —en el fin del Proceso de Reorganización Nacional—, el presidente de la Nación Argentina recuperó el comando de todas las fuerzas nacionales. Con la recuperación de la democracia, se llevó a cabo un proceso de desmilitarización de la seguridad interior. En este sentido, la Gendarmería Nacional reemplazó a la Policía Aeronáutica Nacional —de la Fuerza Aérea Argentina— en la seguridad de los aeropuertos.
El 23 de julio de 1984, la Gendarmería pasó a depender del Ministerio de Defensa. A partir de la década de 1990, el gobierno comenzó a emplear a la Gendarmería en tareas de seguridad interna. En efecto, en 1993, intervino en la represión del «Santiagueñazo». El 24 de junio de 1996, en el marco de la «Reforma del Estado», fue transferida al Ministerio del Interior. En 1996 y 1997, se reprimieron las puebladas de Cutral Co y Plaza Huincul. En una de esas represiones, murió una persona. A fines de la década, la fuerza comenzó a autopresentarse como una institución democrática y profesional, diferenciándose del Ejército, el cual había perdido su prestigio con los juicios por delitos de lesa humanidad.
Ante el fracaso en solucionar la corrupción e incapacidad en sus policías y la duplicación de la criminalidad en las grandes ciudades, las provincias recurrieron a las Fuerzas de Seguridad. Pronto la Gendarmería se hizo presente en el Área Metropolitana de Buenos Aires.
En otro orden, el 17 de diciembre de 1999, la Gendarmería protagonizó otro episodio de represión, en el desalojo de manifestantes en el puente General Manuel Belgrano, el cual conecta las provincias de Corrientes y Chaco. Durante ese operativo, dos personas perdieron la vida por disparos de arma de fuego.
El 21 de febrero de 2002, fue asignada a la Secretaría de Seguridad Interior de la Presidencia de la Nación. El 11 de julio del mismo año, pasó a la órbita del Ministerio de Justicia y Derechos Humanos. El 23 de agosto de 2004, regresó al Ministerio del Interior. Tres años más tarde, el 6 de diciembre de 2007, fue transferida al Ministerio de Justicia, Seguridad y Derechos Humanos.
Entre 2004 y 2014, el personal se incrementó de 17.000 a 34.000 efectivos. El 14 de diciembre de 2010, se creó el Ministerio de Seguridad, al cual fue asignado la Gendarmería, entre otras fuerzas.

## Jerarquías
- Oficiales Superiores:
- Comandante General (Cte Grl)
- Comandante Mayor (Cte My)

- Oficiales Jefes:
- Comandante Principal (Cte Pr)
- Comandante (Cte)

- Oficiales Subalternos:
- Segundo Comandante (2do Cte)
- Primer Alférez (1er Alf)
- Alférez (Alf)
- Subalférez (Subalf)

- Cadetes:
- Cadete (I, II y III año)

- Suboficiales Superiores: 
- Suboficial Mayor (Subof My)
- Suboficial Principal (Subof Pr)
- Sargento Ayudante (Sarg Ay)
- Sargento Primero (Sarg 1ro)

- Suboficiales Subalternos: 
- Sargento (Sarg)
- Cabo Primero (Cbo 1ro)
- Cabo (Cbo)

- Gendarmes:

El logotipo de la Escuela Superior de Gendarmería Nacional de Argentina

- Aspirante a Suboficial (Asp. I,II,III año)
- Gendarme (Gend)
- Gendarme de 2da (Gend II)

## Organización

### Comando Superior
| Dirección Nacional                                              |
| Inspector Logístico                                             |
| Ayudante «A»                                                    |
| Ayudante «B»                                                    |
| Gabinete Personal del Director Nacional                         |
| División Formación y Promoción de Igualdad de Oportunidades     |
| Unidad Técnico Administrativo Contable de la Dirección Nacional |
| División Haberes                                                |
| División Compras                                                |
| División Tesorería                                              |

| División Derecho Penal y Disciplinario |
| División Judicial Penal                |

| División Legislación Orgánica y Administrativa |
| División Estudios Especiales                   |
| División Actos Contractuales                   |

| División Accidentes y Enfermedades             |
| División Fallecimientos, Pensiones y Subsidios |
| Departamento Asuntos Contenciosos              |
| División Procesos Comunes                      |
| División Procesos Especiales                   |

| División Movimientos de Fondos y Valores |
| División Pagos y recaudaciones           |

| División Elaboración Doctrina Administrativa Financiera Contable |
| División Análisis Normas Administrativas, Técnicas y Contables   |

| División Control Previo                                |
| División Gestión de Subresponsables                    |
| División Control Presupuestario y Rendición de Cuentas |

| Departamento Contabilidad            |
| División Contabilidad                |
| División Contabilidad de Presupuesto |
| División Liquidación de Gastos       |
| División Contabilidad de Bienes      |
| División Registros                   |

| División Gestión Presupuestaria |
| División Asignaciones           |

| División Liquidación Gastos Personal Activo                 |
| División Suplementos Particulares y Asignaciones Familiares |
| División Cargos Sociedades e Impositivos                    |
| División Certificaciones                                    |
| División Haberes en el Exterior                             |

| División Liquidaciones Retroactivas                   |
| División Consolidación Haberes Personal Activo        |
| División Consolidación Haberes Personal Pasivo        |
| División Honorarios Profesionales, Daños y Perjuicios |

| División Liquidación Gastos Personal Pasivo            |
| División Asignaciones Familiares Personal Pasivo       |
| División Centro de Apoyo e Informes al Personal Pasivo |

| División Legales  |
| División Litis    |
| División Embargos |

| División Procesamiento Liquidación de Haberes |
| División Mantenimiento de Programas           |

| División Ejecución Actos Contractuales          |
| División Enlace Unidades Operativas Compras     |
| División Publicidad Control Actos Contractuales |
| División Comercio Exterior                      |

### Subdirección Nacional
- Ayudante “A” 
- Ayudante “B” 

- Secretaría de Estado Mayor
- Inspector General
  - Inspector de Policía Científica
  - Inspector de Comunicaciones e Informática
  - Auditor Gestión Operacional
  - Auditor de Sistemas de Información
  - División Central, Registros y Archivos
- Dirección Planeamiento, Organización y Doctrina
  - Subdirección de Planeamiento, Organización y Doctrina
    - Departamento Legal y Técnico

  - Subdirección de Doctrina
    - Departamento Planes y Organización
    - Departamento Asuntos Institucionales 
      - División Planes
      - División Organización

    - Departamento Doctrina
      - División Elaboración
      - División Edición, Publicación y Difusión
      - División Evaluación
- Secretaría General
  -     - Intendente Edificio “Centinela” 
    - Unidad Técnico Administrativo Contable
    - Auxiliar Técnico Administrativo Contable
    - Director Banda de Música de la DNG

  - Subsecretaría General
    - Departamento Ceremonial y Protocolo
      -         - Encargado Departamento Ceremonial y Protocolo

      - División Ceremonial
        - Sección Ceremonial y Eventos
        - Sección Relaciones Públicas

      - División Protocolo y Apoyo Técnico
        - Sección Protocolo
        - Sección Planificación

    - Departamento Prensa y Difusión
      - División Web y Multimedia
        - Sección Prensa 
        - Sección Difusión

    - Departamento Administración Interna
      -         - Sección Central
        - Sección Apoyo
        - Sección Tracción Mecánica – Encargado Conductores Secretaría General
        - Mesa de entrada y salida de expedientes
        - Mesa de entrada y salida de correspondencia Secretaría General
        - Oficina Registro
        - Grupo Comunicaciones e Informática / Puesto telemático

    - Servicio Histórico / Director Revista “Centinelas” 
      - Grupo Revista “Centinelas” 

    - Sección Investigaciones Históricas – Archivo Histórico
      - Museo de Gendarmería Nacional 

    - División Mantenimiento
      - Sección Electricidad y Ascensores
      - Sección Mecánicas Instalaciones
      - Sección Mantenimiento
      - Oficina Personal Mantenimiento
      - Usina
      - Plomero

    - Jefe Militar
    - Escuadrón Seguridad y Protocolo DNG
      - Sección Seguridad y Protocolo
- Dirección de Asuntos Internos

## Campos de la organización

### Dirección General de Operaciones
- Dirección de Operaciones
  - Dirección de Operaciones
    - Secretaría de la Dirección General de Operaciones
    - Departamento Asuntos Civiles
    - Centro de Comando y Control

  - Dirección de Policía y Seguridad
    -       - División Central y Grupo de Personal

    - Subdirección de Policía y Judicial
    - Subdirección de Policía y Seguridad
      - Departamento Antecedentes
        - División Antecedentes de ok
        - División Antecedentes de Vehículos
        - División Antecedentes Armas y Explosivos

      - Departamento Relaciones Policiales
        - División Interpol
        - División Convenio Policial Argentino
        - División Oficios y Actualización Legislativa

    - Subdirección de Medio Ambiente
      - Departamento Protección Animal
        - División Seguridad Ambiental
        - División Protección Civil y Apoyo al Turismo
        - División Gestión Ambiental y Prevención de Riesgos Laborales

    - Subdirección de Investigaciones Criminales
      - Departamento Crimen Organizado y Delitos Complejos
        - División Asuntos Interjuridiccionales

      - Departamento Anti Trata de Personas
        - División Prevención Delito Trata de Personas
        - División Persecución del Delito de Trata de Personas
        - División Protección a la Víctima
        - División Análisis y Estadísticas
        - Centro de Análisis

      - Departamento Anti Impunidad

    - Subdirección de Seguridad Vial y Transporte
      - Departamento Seguridad Vial
        - División Coordinación y Control
        - División Sistema Corredores Viales
        - División Est Psicométricas
        - División Capacitación y Difusión

      - Departamento Transporte
        - División Transporte Terrestre
        - División Control Operativo
        - División Rutas
        - Oficina Legal y Técnica
        - Coordinador Externo
        - Unidad Especial Delitos Económicos
        - Unidad Especial Procedimientos e Investigaciones Judiciales “Buenos Aires”
- Dirección de Operaciones para la Seguridad, Defensa y Cooperación Internacional
  - Departamento Análisis de Experiencia Operacional
  - Departamento Diagnóstico y Relevamiento de Necesidades de Capacitación
    - División Comando
    - División Control y Coordinación

  -  Subdirección de Operaciones para la Seguridad
    - Departamento Elementos de Intervención 
    - Departamento Planes Operativos
      - División Planificación 
      - División Operaciones

    - Departamento de Operaciones de Protección Civil
      - División Planificación 
      - División Operaciones

  - Subdirección de Control y Vigilancia de Frontera
    - Departamento de Migraciones
      - División Asuntos Migratorios 
      - División Asuntos Legales
      - Sección Enlace ante Dirección Nacional de Migraciones

    - Departamento Control de Fronteras
      - División Control de Fronteras
      - División Coordinación Operativa

  -  Subdirección de Cooperación Transfronteriza y Mercosur
    - Departamento Misiones al Exterior 
      - División Administración Personal Comisión al Exterior
      - División Misiones de Paz y Legislaciones Diplomáticas

    - Departamento Coordinación Organismos Internacionales
      - División Protocolo y Convenios
      - División Ejecutiva Técnica

    - Departamento Seguridad y Mercosur
      - División Mercosur
      - División Asuntos Internacionales

    - Departamento Operatoria de Frontera
      - División Coordinación
      - División Ejecución Presupuestaria
      - División Integración Regional
        - Sección Enlace DATF

  -  Subdirector de Defensa y Protección de Objetivos
    - Departamento Objetivos, Seguridad y Defensa
    - Departamento Planeamiento para la Defensa
    - Agrupación Especial de “Seguridad y Custodias” 
    - Unidad Custodia de Personalidades
    - Unidad Seguridad y Custodia “Ministerio de Seguridad”
- Dirección de Inteligencia Criminal
  - Unidad Especial Inteligencia “Buenos Aires Sur” 
  - Unidad Especial Inteligencia “Buenos Aires Norte” 
  - Unidad Especial de Inteligencia Antiterrorista 
  -  Subdirección de Inteligencia Criminal
    - Departamento Contra Inteligencia
      - División Medidas de Seguridad Contra Inteligencia
        - Sección Criptografía

      - División Geográfica
      - División Interior
      - División Interior
      - División Coordinación Antiterrorista
      - División Análisis Prospectivo
      - División Explotación Medios de Comunicación Social 

    - Departamento Inteligencia Criminal
      - Centro Análisis Delitos Complejos
      - Sección Narcotráfico
      - Sección Terrorismo
      - Sección Contrabando
      - Sección Trata de Personas
      - Sección otros Delitos Complejos
      - División Análisis Geográfico Delictual
      - División Apoyo Técnico
        - Sección Delitos Informáticos

    - Departamento Administración y Proyectos
      - Sección Administración Personal y Logística
      - Sección Educación y Proyectos
      - Sección Central
      - Enlace DINICRI
- Dirección Antidrogas
  -  Subdirector Antidrogas
    - Centro Comando y Control Antidrogas 
      - Departamento Apoyo Operacional Antidrogas
        - División Capacitación
        - División Apoyo Técnico
        - División Prevención de las Adicciones
        - División Sustancias Químicas Controladas
        - Departamento Apoyo Investigativo Antidrogas
        - División Coordinación Requerimientos Judiciales
        - División Investigaciones Patrimoniales y Financieras
        - Unidad Operaciones Especiales Antidrogas
- Dirección de Criminalística y Estudios Forenses
  - Centro Educativo Perfeccionamiento Específico
  - Departamento Criminalística
    - División Huellas y Rastros

  - Sección Identificaciones
    - División Balística
    - División Documentología
    - División Accidentología
    - División Apoyo Criminalístico
    - Sección Planimetría

  - Departamento Estudios Especiales
    - División Análisis Forense de la Voz
    - División Informática Judicial
    - División Medios Audiovisuales
    - División Videos Judiciales
    - Sección Sistemas

  - Departamento Administración de Recursos
    - División Planes de Pericias
    - División Mantenimiento
    - División Abastecimiento
    - División Gestión Patrimonial
    - División Cursos Pericias
    - División Ensayo de Materiales

  - Departamento Químico
    - División Análisis Drogas de Abuso
    - División Toxicología Forense
    - División Química Ambiental
    - División Análisis Instrumental
    - División Horno Incinerador

  - Departamento Investigaciones y Pericias Complejas
    - División Investigación Pericial
    - División Identificación por ADN
    - División Medicina y Odontología Legal
    - División Personal
- Subdirección de Prestaciones por Convenio
  - Departamento Tramitación de Convenio
  - Departamento Control y Ejecución Financiera
  - Departamento Control y Ejecución Prestaciones por Convenio
  - División Administración y Archivo
  - Oficina SERADI

### Dirección General de Personal
- - Departamento Control Interno
  - Departamento Responsabilidad Civil y Ética Profesional
  - Departamento Control Externo / Jefe División Investigaciones
    - División Acciones Preventivas 

  - Departamento Derechos Humanos
    - División Asuntos Especiales
    - División Apoyo Jurídico
- Dirección de Recursos Humanos
  -  Comisión Panteones
  -  Capellán Mayor
  -  Capellán Edificio Centinela
  -  División Judiciales
    -  Sección Informaciones por Accidente o Enfermedades
    -  Informaciones Disciplinarias, Administrativas y Oficios
    -  Expedientes, Casos Especiales y Archivos
- Subdirección de Recursos Humanos
  -  División Central
  -  Departamento Planes de Recursos Humanos
    -  División Planes
    -  División Previsión de Gastos en Personal
    -  Planificación Presupuestaria
    -  Declaraciones Juradas
    -  Estadísticas
    -  Sistema Cómputo de Datos

  -  Departamento Personal Civil y Docente Civil
    -  División Agentes Civiles
    -  Antecedentes y Cómputos
    -  Administrativa Técnica Educativa
    -  Coordinación
    -  Planes Administrativos

  -  Departamento Administración de Recursos Humanos
    -  División Administración de Personal
    -  Situaciones Especiales
    -  Registros e Informes
    -  Oficios y Reclamos
    -  División Legajos 
    -  Legajos del Personal de Oficiales
    -  Legajos del Personal de Suboficiales 
    -  Legajos del Personal Retirado, Pensionado y Bajas
    -  Cédulas

  -  Departamento Mantenimiento y Rotación de Efectivos
    -  División Movimiento de Personal
    -  División Selección de Personal
    -  Misiones al Exterior
    -  Cursos Complementarios
    -  Único de Reclutamiento y Control
    -  División Art 84
- Subdirección Retiros y Pasividades
  -  Asesoría Legal
  -   Departamento Retiros
  -  Departamento Pasividades
    -  División Pagos Pasividades
      -  Contabilidad y Rendiciones
      -  Departamento de Retiros

    -  Trámites de Retiros
      -  Oficios y Reclamos
      -  Departamento Pensiones
      -  Censos

  -  Departamento Pensiones
    -  Haberes Unidades varias
    -  Haberes BNA Capital

  -  Departamento Registro Disciplinario
  -  Departamento Juntas de Calificación
    -  División Juntas de Calificación del Personal Superior 
    -  División Juntas de Calificación del Personal Subalterno
      -  Junta Superior de Reconocimientos Médicos y Asuntos Médico-Legales

    -  Servicio de Educación Física
      -  Defensa Personal
      -  Deportes
      -  Gimnasio
- Dirección de Bienestar y Sanidad
  -  Delegación IOSE  “Policlínica “General de Brigada Omar Carlos Actis” 
  -  Delegación IOSE “Centinela” 
    -  Central y Administración Interna

  -  División Planes
    -  Comité de Ética Sanidad Militar
    -  Centro Único de Coordinación de Bienestar y Sanidad
    -  Secretaría de Docencia e Investigación

  -  Centro de Estadísticas e Investigaciones de Sanidad
- Subdirección de Bienestar
  -   Departamento Seguros Personales
  -  Departamento Apoyo General
    -  Prestaciones de salud a cargo lm IOSE
    -  Sistema Capacitación Laboral

  -  Oficina Veteranos de Malvinas
    -  División Viviendas
    -  Asistencia Social
- Subdirección de Sanidad
  -  Departamento Medicina Preventiva
    -  Inspección Odontológica
    -  División Inspección Sanidad
    -  Medicina Laboral y Evaluación
      -  Evacuaciones

  -  Junta Médica Regional “Buenos Aires” 
    -  Antropometría
    -  Auditoría Médica Contable

  -  Centro Integral de Atención a la Mujer
    -  División Deportología y Educación Física
      -  Gabinete de Análisis Estadístico y Difusión
      -  Servicio Medicina Asistencial
      -  Servicio de Prestaciones de Salud
- Centro Asistencial “Buenos Aires” 
  -  Sección Comando y Servicio
  -  Área de Personal   
  -  Área Logística
  -  Unidad Técnico Administrativo Contable
  -  Director Técnico Médico
    -  Área Guardia Médica
    -  Odontológica
    -  Área Bioquímica
- Dirección de Educación e Institutos
  -  Unidad Técnico Administrativo Contable
  -  Subdirección de Educación
    -   Departamento Planeamiento Educativo
      -   División Programación
      -  División Planes

    -   Departamento Educ Complementaria, Operacional y Autopreparación
      -  División Educación Complementaria
      -  División Educación en destino
      -  División Autopreparación
      -  División Centros de Instrucción

  - Subdirección de Coordinación e Institutos
    -   Departamento Técnico Pedagógico
      -  División Educación Regular
      -  División Coordinación
      -  División Asesoría Pedagógica
      -  División Asesoría Docente y Laboral

    -   Departamento Supervisión y Evaluación de la Educación
      -  División Evaluación Educativa
      -  División Análisis Estadístico
      -  División Servicios
        -  Sección Central
        -  Grupo telemático
        -  Grupo archivo
        -  Sección Apoyo

  -  Dirección de Enlace con el Personal Retirado y Pensionado
    -  Oficina Judicial

### Dirección General de Apoyo
- Dirección de Logística
  -   Asesor Legal
  -   Secretaría
  -   Unidad Técnico, Administrativo Contable
  -   Dirección de Logística
    -  Presidencia de la Comisión de Recepción
    -  Departamento Arsenales
      -  División Armamento y Munición
      -  División Automotores y Embarcaciones
      -  Depósito de Arsenales

    -  Departamento Intendencia
      -  División Planes y Proyectos
      -  Depósito General de Intendencia

    -  Departamento Construcciones
      -  División Evaluación y Proyectos
      -  División Obras
        -  Sección Mantenimiento Dirección Logística

      -  Escuadrón Logístico
        -  Sección Transporte y Abastecimiento
        -  Sección Talleres Gráficos
        -  Sección Mantenimientos
        -  Depósito de Intendencia B
        -  Planta Verificadora

      -  División Sanidad

    -  Departamento Veterinaria
      -  División Policía Científica
      -  División Bienes Raíces
        -  Depósito Automotores

    -  Departamento Planes y Gestión
      -  División Planes
      -  División Investigación y Desarrollo
      -  División Gestión
        -  Oficina Catalogación

  -  Dirección de Comunicaciones e Informática
    -  División Administración

  -  Subdirector de Comunicaciones
    -  Departamento Planes de Comunicaciones
      -  División Planes
      -  División Organización de Comunicaciones
      -  División Cursos e Instrucción
      -  División Doctrina de Comunicaciones

    -  Departamento Gestión
      -  División Recursos Humanos 
        -  Sección Central

      -  División Materiales

    -  Departamento Evaluación e Implementación de Proyectos
      -  División Evaluación e Implementación de Proyectos
      -  División Presupuesto
      -  División Gestión Proyectos
      -  División Nuevas Tecnologías

  -   Subdirector de Tecnologías Informáticas
    -  Departamento Tecnología Aplicada
    -  Departamento Seguridad Informática
    -  Departamento Redes
    -  Departamento Sistemas Informáticos
      -  División Telefonía
      -  División Telefonía Móvil
      -  División Sistemas Convencionales
      -  División Sistemas Troncalizados
      -  División Sistemas Videovigilancias
      -  División Desarrollo de Sistemas
      -  División Soporte e Implementación
      -  División Redes de Datos
      -  División Mantenimiento de Tecnología Informática
      -  División Data Center
        -  Centro de Llamadas Calltegen

      -  División Políticas de Seguridad de la Información
      -  División Seguridad
- Centro de Mantenimiento y Capacitación
  -  Centro Educativo Perfeccionamiento Específico in un pop

## Conducción Intermedia

### Comandos de Regiones
- Región I (Campo de Mayo–Provincia de Buenos Aires)
- Región II (Rosario–Provincia de Santa Fe)
- Región III (Córdoba–Provincia de Córdoba)
- Región IV (San Miguel de Tucumán–Provincia de Tucumán)
- Región V (Bahía Blanca–Provincia de Buenos Aires)
- Región VI (Posadas–Provincia de Misiones)
- Región VII (Río Gallegos-Provincia de Santa Cruz)
- Región VIII (Saenz Peña-Provincia de Chaco)

De los Comandos de Regiones le dependen las Jefaturas de Agrupaciones, pudiendo también depender los Destacamentos Móviles.

## Conducción Inferior

### Jefatura de Agrupaciones
De las Jefaturas de Agrupaciones le dependen las Jefaturas de Escuadrones.

### Elementos de Ejecución

#### Permanentes
- Agrupaciones:
  - De Fronteras.
  - De Seguridad.
  - Destacamentos:

- Móvil:
  - De Seguridad
- Escuadrón:
  - De Frontera
  - De Seguridad
  - Especiales
  - Unidad Especial de Lucha contra el Narcotráfico

Comando y servicio
- Sección:
  - De Frontera
  - Independiente
  - Reforzada
  - Especial

- Grupo:
  - De Frontera
  - De Seguridad
  - Especial

#### Elementos no Orgánicos
- Patrullas Fijas
- Puestos
- Guardias
- Eventuales:
  - Fuerza de Tarea de Gendarmería Nacional FTGN
  - Fuerza de Tarea de Seguridad Conjunta FTSC

### Elementos de Apoyo
- Elementos terrestres
- Elementos de Aviación
- Elementos de Inteligencia
- Servicios de Telecomunicaciones
- Gabinetes de Investigación de Policía Científica

### Servicio de Apoyo
- Escuadrón Comando y Servicio
- Escuadrón Logístico
- Sección Comando y Servicios
- Sección Apoyo y Servicios
- Sección Construcciones Viales
- Servicio Administrativo Contable
- Servicio de Asesoría Jurídica
- Servicio Médico Asistencial
- Servicio Veterinario
- Otros Elementos Especiales de Apoyo

### Elementos de Educación
- Escuela Superior
- Escuela de Oficiales
- Escuela de Suboficiales
- Centro de Formación y Capacitación Profesional
- Centro de Educación a Distancia
- Servicio de Bandas (Educación a músicos)
- Otros Elementos Especiales de Educación

## Unidad de fuerzas especiales
La Gendarmería cuenta con las unidades de operaciones especiales: Escuadrón Alacrán y Grupo MONTE. Ambos pueden operar en todo el país, el Escuadrón Alacrán tiene su base en la Guarnición Campo de Mayo de Gendarmería Nacional Argentina, ubicada en el partido de San Miguel y, el Grupo MONTE, tiene su base operativa en Provincia de Misiones.

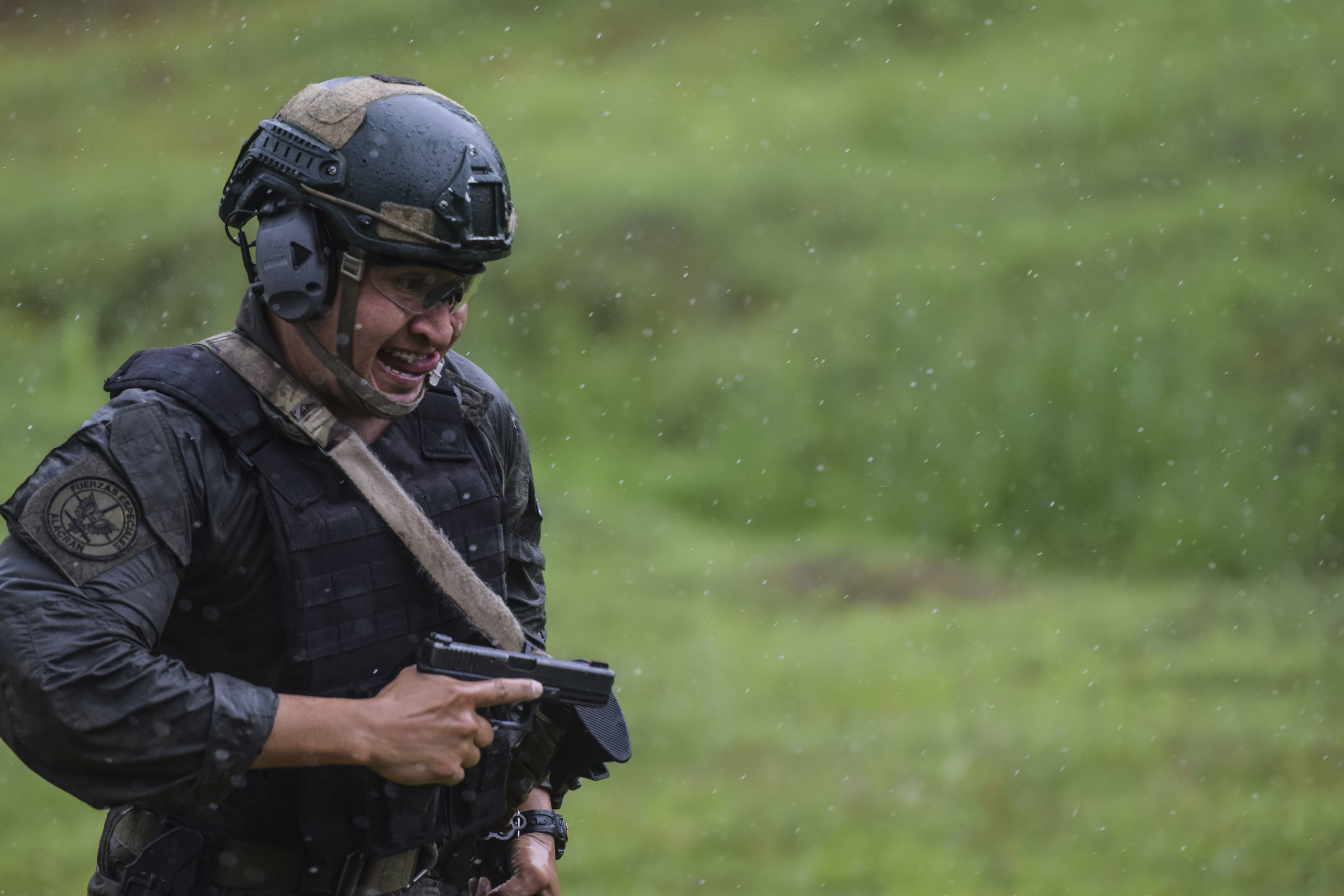
Miembro Escuadrón Alacrán

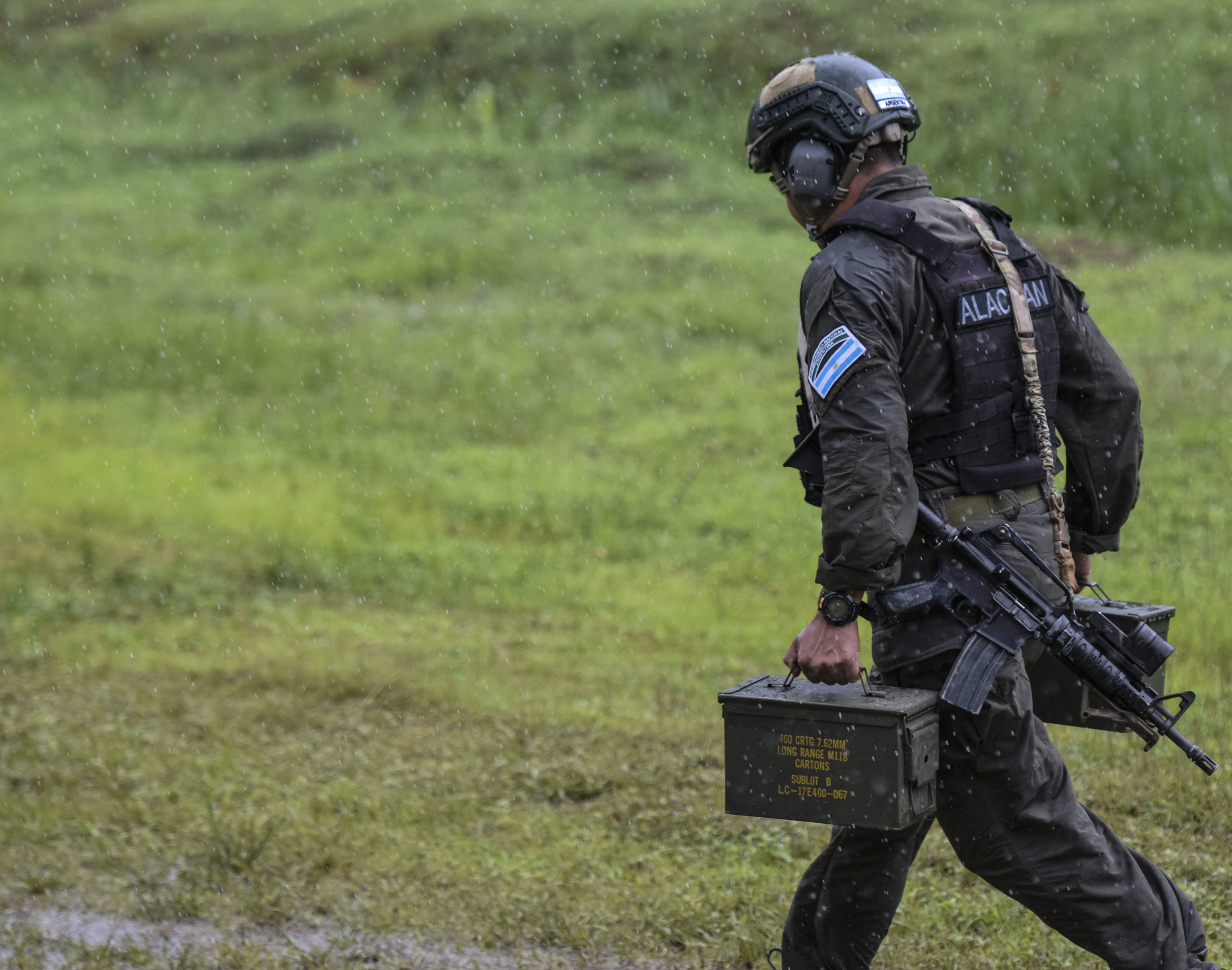

La unidad ALACRÁN misma unidad es de alto riesgo y se encuentra capacitada para combate urbano, paracaidismo, protección VIP, infiltración, buceo, conducción ofensiva, y tiro con variados calibres. A día de hoy, selecciona a sus miembros minuciosamente, y participa en ejercicios combinados con otras unidades especiales, además de su representación en los torneos SWAT Challenge y Torneo de Fuerzas Especiales que se realizan a nivel global, pero sobre todo latinoamericano. 
Por su parte, cómo el nombre lo indica, la TOE Monte, tiene la especialidad en combate en selva, supervivencia, buceo, infiltración, y comparte entrenamientos junto al Esc. Alacrán, y las Fuerzas de Seguridad y Armadas Argentinas.
Estas dos unidades cuentan con el equipamiento de punta en protección balística, equipo de radios y drones, y armamento de última generación. 

## Despliegue

### Región I
Fue creada el 22 de diciembre de 1977 y se encuentra establecida en la denominada Guarnición “Campo de Mayo” de Gendarmería Nacional, Ruta 8, Puerta 4, (CP 1659) Campo de Mayo (Provincia de Buenos Aires).
Elementos dependientes
- Agrupación de Unidades Operativas “Buenos Aires”
- Agrupación Especial Metropolitana “Cabo Roberto Omar Centeno”
- Destacamento Móvil 1
- Servicio de Aviación
- Escuadrón "Comando y Servicios”
- Escuadrón “Alacrán”
- Escuadrón Seguridad Vial "Autopistas Sur"
- Escuadrón Seguridad Vial "Autopistas Noroeste"
- Escuadrón Seguridad "Campo de Mayo"
- Escuadrón Seguridad "Zárate Brazo Largo"
- Escuadrón Seguridad "Atucha"

### Región II
Fue creada el 1 de noviembre de 1961 y se encuentra establecida en Boulevard Oroño N° 1340 (CP 2000), Ciudad de Rosario (Provincia de Santa Fe). Comprende las provincias argentinas de Chaco, Formosa, Misiones, Corrientes, Entre Ríos y Santa Fe.
Elementos dependientes
- Agrupación III "Corrientes"
- Agrupación IV “Misiones"
- Agrupación V “Entre Ríos”
- Agrupación VI “Formosa”
- Destacamento Móvil 2 “Rosario”
- Escuadrón Núcleo
- Escuadrón de Seguridad Vial “San Justo”
- Escuadrón de Seguridad Vial “Rafaela”
- Escuadrón de Seguridad Vial “Santa Fe Sur”
- Escuadrón “Rosario-Victoria”
- Escuadrón "Santa Fe 1" (Villa Gob Galvez)
- Escuadrón "Santa Fe 2" (Funes)
- Escuadrón "Santa Fe 3" (Zona Norte)

### Región III
Fue creada el 6 de octubre de 1961 y se encuentra establecida en la Avenida Hipólito Yrigoyen N° 449, Barrio Nueva Córdoba (CP 5000), Ciudad de  Córdoba (Provincia de Córdoba). Comprende las provincias argentinas de Catamarca, La Rioja, San Juan, San Luis, Mendoza y Córdoba.
Unidades dependientes
- Agrupación VIII “Catamarca”
- Agrupación X "San Juan"
- Agrupación XI "Mendoza"
- Destacamento Móvil 3 "Sargento Ayudante Ramón Gumersindo Acosta"
- Agrupación XX ”Córdoba"

### Región IV
Fue creada el 1 de enero de 2011 y se encuentra establecida en la Avenida Provincia de Salta N° 520 (CP 4000), Ciudad de San Miguel de Tucumán (Provincia de Tucumán). Comprende las provincias argentinas de Jujuy, Salta, Santiago del Estero y Tucumán.
Unidades dependientes
- Agrupación VII “Salta”
- Agrupación IX “Jujuy”
- Destacamento Móvil 5
- Centro de Reentrenamiento "Tucumán"

### Región V
Fue creada el 23 de marzo de 1962 y se encuentra establecida en la Avenida Alem N° 1352 (CP 8000), Ciudad de Bahía Blanca (Provincia de Buenos. Aires). Comprende las provincias argentinas de La Pampa, Neuquén, Río Negro, Chubut, Santa Cruz y Tierra del Fuego.
Unidades dependientes
- Agrupación XII "Comahue"
- Agrupación XIV "Chubut"
- Agrupación XVI "Santa Cruz"
- Destacamento Móvil 4
- Escuadrón Núcleo

## Equipamiento

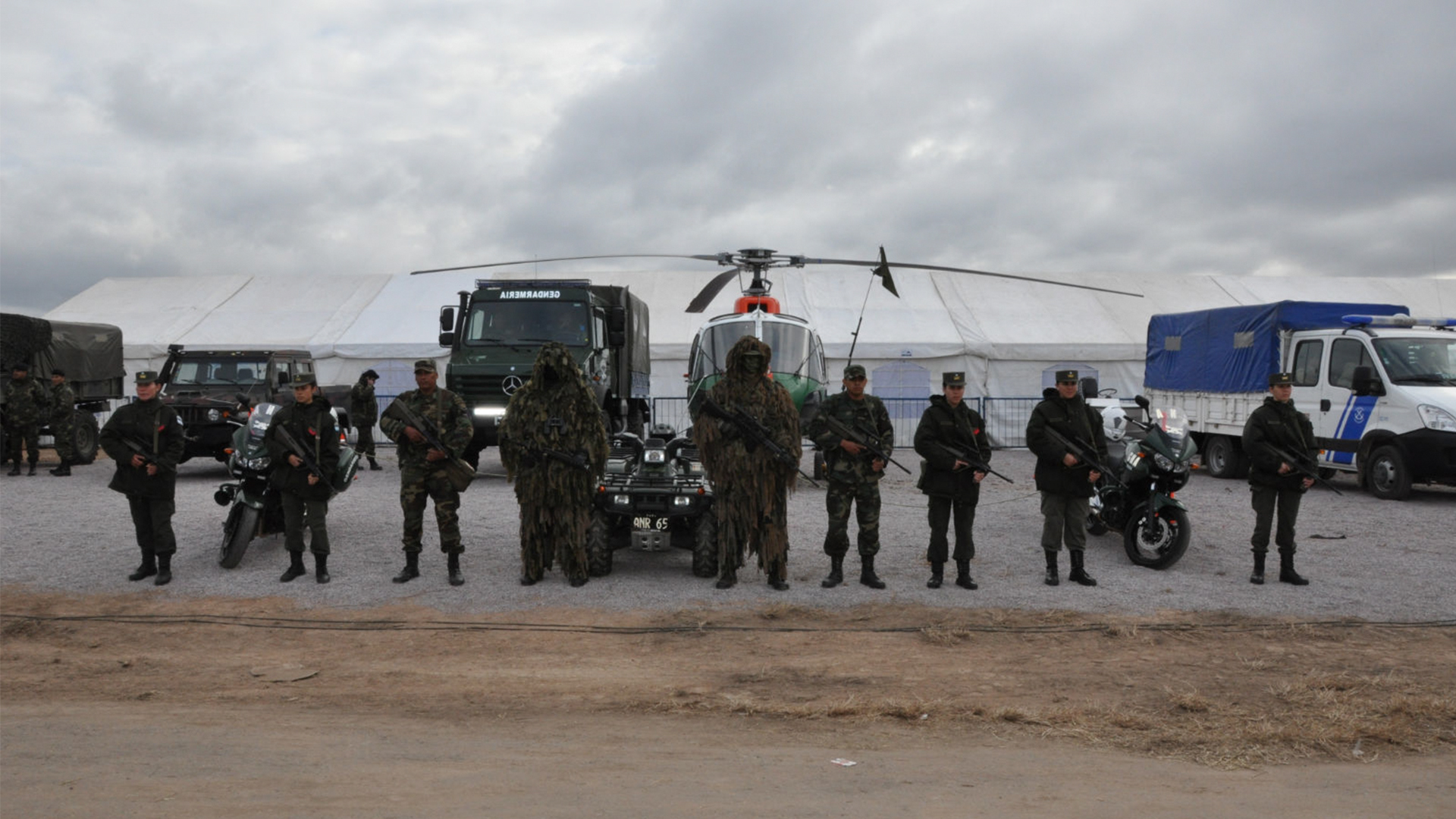
Operativo Escudo Norte.

### Vehículos
La GNA utiliza un variado parque rodado para las situaciones de diferentes intensidades, tanto sea de patrullaje diario, como intervenir en manifestaciones y blindados para el Escuadrón Alacrán.
Hoy en día, tienen tecnología de punta contando con drones israelís como el Birdeye 650, y otros modelos, más radares terrestres y aéreos, siendo la FFSS más moderna de Argentina.
| Vehículo               | Imagen | Función                          |
| ---------------------- | ------ | -------------------------------- |
| Renault Fluence        |        | Patrullaje                       |
| Toyota Corolla         |        | Patrullaje                       |
| Ford Focus             |        | Patrullaje                       |
| Renault Kangoo         |        | Transporte                       |
| Land Rover Defender    |        | Patrullaje y Transporte          |
| Ford Ranger            |        | Patrullaje y transporte          |
| Volkswagen Amarok      |        | Patrullaje y Transporte          |
| Agrale Marruá          |        | Patrullaje y transporte          |
| Mercedes-Benz Sprinter |        | Transporte                       |
| Mercedes-Benz Unimog   |        | Transporte                       |
| Iveco Daily            |        | Transporte                       |
| Iveco Eurocargo        |        | Transporte y radar movil         |
| Iveco Trakker          |        | Transporte                       |
| STREIT Group Spartan   |        | Vehículo Blindado Multipropósito |
| Yamaha TDM 900         |        | Patrullaje                       |

### Aeronaves en servicio
| Aeronave                   | Cantidad | Imagen |
| -------------------------- | -------- | ------ |
| Robinson R-44              | 3        |        |
| Schweizer 300              | 2        |        |
| Eurocopter AS350 Ecureuil  | 5        |        |
| Eurocopter EC135           | 1        |        |
| AgustaWestland AW119 Koala | 3        |        |
| Bell 206                   | 3        |        |
| AgustaWestland AW169       | 1        |        |
| Pilatus PC-12              | 2        |        |
| Pilatus PC-6               | 2        |        |
| Cessna 206                 | 2        |        |
| Piper PA-28 Cherokee       | 1        |        |
| Piper PA-23 Aztec          | 1        |        |

### Armas
- Beretta 92
- Glock 17
- Browning Hi-Power
- Bersa Thunder 9
- Heckler & Koch MP5
- FN P90
- FN FAL
- Steyr AUG
- Colt M4
- SPAS-15
- Ithaca 37
- Benelli M3
- Mossberg 500
- FN MAG
- M24 SWS
- Barrett M95